# Annamanum yunnanum
Annamanum yunnanum är en skalbaggsart som beskrevs av Stefan von Breuning 1947. Annamanum yunnanum ingår i släktet Annamanum och familjen långhorningar. Inga underarter finns listade i Catalogue of Life.